# Віахту
Віахту́ (рос. Виахту) — село у складі Александровськ-Сахалінського району Хабаровського краю, Росія.

## Населення
Населення — 158 осіб (2010; 293 у 2002).
Національний склад (станом на 2002 рік):
- росіяни — 65 %